# Claude V. Ricketts (Schiff)
Die Claude V. Ricketts, auch USS Claude V. Ricketts, (Kennung: DDG-5) war ein Zerstörer der Charles-F.-Adams-Klasse in Diensten der United States Navy.

## Geschichte
Die Claude V. Ricketts, bis 1964 als Biddle mit den Kennungen „DD-955“ bzw. „DDG-5“ geführt, wurde 1957 bei New York Shipbuilding in Auftrag gegeben, wo sie 1959 auf Kiel gelegt wurde. Die Indienststellung bei der US Navy erfolgte 1962. Die Umbenennung erfolgte zu Ehren des am 6. Juli 1964 verstorbenen Vice Chief of Naval Operations (VCNO) Admiral Claude V. Ricketts.
Zu diesem Zeitpunkt war das Schiff der Ort eines anderthalbjährigen Experiments im Rahmen der Planungen für die Multilateral Force (MLF), das als „mixed manning demonstration“ bezeichnet wurde. Um die Möglichkeiten der Zusammenarbeit von Soldaten verschiedener Staaten in gemischtnationalen militärischen Einheiten zu prüfen, wurden von Juni 1964 bis Ende 1965 zwei Drittel der Besatzung der Biddle von den Marinen der Bundesrepublik Deutschland, Italiens, Griechenlands, des Vereinigten Königreichs, der Niederlande und der Türkei gestellt; das verbliebene Drittel bestand aus US-Navy-Angehörigen. Die Umbenennung in diesem Zeitraum erfolgte auch, um damit Admiral Ricketts’ Beitrag zur Entwicklung des Konzepts der gemischten Mannschaften und der internationalen militärischen Zusammenarbeit zu würdigen. Die mixed manning demonstration wurde als  Erfolg gewertet, da es jedoch nicht zur Aufstellung der MFL kam, blieb die gemischte Besatzung einstweilen einzigartig.
Nach der Kollision des Kreuzers Belknap mit dem Flugzeugträger John F. Kennedy diente die Claude V. Ricketts nach dem Brand des Kreuzers als Rettungsschiff. Die Claude V. Ricketts ging dabei längsseits der Belknap. Deren Aufbauten waren bis aufs Deck niedergebrannt, weil der Magnesium-Anteil in der Aluminiumlegierung sich in der Hitze des Feuers selbst entzündet hatte. Insgesamt acht Seeleute kamen bei dem Brand um.
1989 wurde die Claude V. Ricketts außer Dienst gestellt und 1990 aus dem Schiffsregister gestrichen. 1994 wurde das Schiff zum Zerlegen verkauft. Dieser Vertrag wurde 1996 widerrufen. 2001 wurde der Zerstörer schließlich an Metro Machine, Incorporated, aus Philadelphia in Pennsylvania verkauft, die das Schiff bis zum 8. November 2002 zerlegte.